# Xanthodisca ariel
Xanthodisca ariel är en fjärilsart som beskrevs av Paul Mabille 1878. Xanthodisca ariel ingår i släktet Xanthodisca och familjen tjockhuvuden. Inga underarter finns listade i Catalogue of Life.